# Анна Філімонова
Анна Філімонова (нар. 3 грудня 1981 року, м. Київ, Україна) — українська журналістка, телеведуча, іміджмейкер, президент конкурсу «Міс Всесвіт Україна».

## Біографія
Анна Філімонова народилася у Києві, закінчила факультет кіно та телебачення Київського університеу культури та мистецтв.

### Кар'єра
З 1999 р. — ведуча та журналістка на телеканалі O-TV.
2003—2006 — редактор журналу «Папарацці», яким володіли Валід Арфуш та Омар Арфуш.
З 2006 — піар-менеджер і далі директор конкурсу «Міс Всесвіт Україна», почала співпрацювати з Олександрою Ніколаєнко-Раффін.
У 2008 році з'явилася на обкладинці журналу Playboy Україна.
У 2012 році була тренером команди моделей в реаліті-шоу телеканалу ТЕТ «Маша та Моделі».
З 2015 року Анна є президентом «Міс Всесвіт Україна» та володаркою ліцензії на проведення національного конкурсу «Міс Всесвіт» в Україні.
У 2023 р. потрапила на обкладинку журналу INSIDER.

### Особисте життя
- Чоловік — бізнесмен Микола Литвиненко (з 2010).[9]
- Син Роберт (2013)[10]